# La Mata de la Riba
La Mata de la Riba es un localidad española del municipio de Vegaquemada, provincia de León.

## Demografía
- Población (INE): 99 (1981)